# Royal Oak (arbre)
Pour les articles homonymes, voir Royal Oak.
Le Royal Oak est un chêne pédonculé dans lequel le roi Charles II d'Angleterre se cacha pour fuir les Têtes-Rondes après la bataille de Worcester en 1651.

## Présentation
Cet arbre se trouvait dans le bois de Boscobel qui faisait partie du parc de  Boscobel House (en) dans le Shropshire. En 1680, Charles II confirma à Samuel Pepys que pendant qu'il se cachait dans l'arbre, un soldat de l'infanterie parlementaire passa juste en dessous de lui.
L'histoire, restée populaire après la Restauration anglaise, est commémorée chaque année dans la tradition anglaise du Royal Oak Day. 
Thomas Toft (en), potier du Staffordshire, réalisa de nombreuses grandes assiettes peintes en barbotine représentant le chêne de Boscobel, souvent soutenu par le Lion et la Licorne, avec le visage du roi guettant à travers les branches.